# Peter von Hertenstein

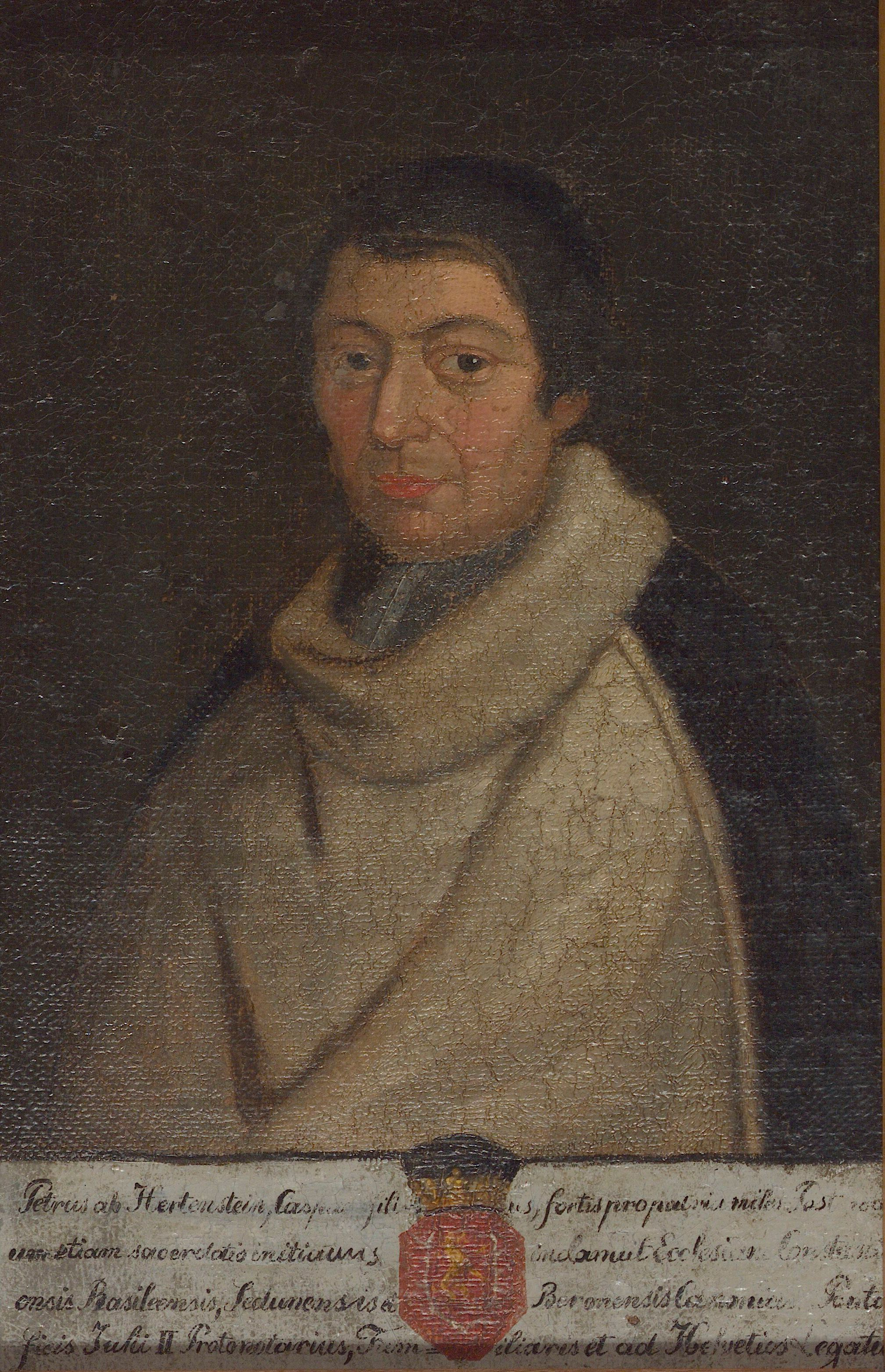
Porträt von Peter von Hertenstein

Peter von Hertenstein (* nach 1450 auf Schloss Buonas; † vor 8. August 1522 in Konstanz) leitete die Schweizergarde diplomatisch in die Wege. 

## Leben
Peter von Hertenstein wurde als Sohn von Kaspar von Hertenstein auf dem Schloss Buonas am Zugersee geboren. Er war der Bruder von Jakob von Hertenstein und verwandt mit Jost von Silenen, Bischof von Sitten und Grenoble. 1476 studierte Peter von Hertenstein an der Universität Basel. 1482 wurde er in Paris Magister Artium und 1489 Familiaris des späteren Papstes Julius II. Nebenher war er auch Chorherr in Beromünster (1483), Domherr von Sitten (1489), Domherr von Basel (1494–1518) sowie 1494 Dekan von Valeria. 
1498 kandidierte er erfolglos bei der Wahl des Kandidaten der französischen Partei des Bischofsstuhles in Sitten, worauf er 1502 Domherr von Konstanz wurde. Zum Priester wurde er 1504 geweiht, ab 1505 war er päpstlicher Kämmerer, von 1509 bis 1515 Dekan des Basler Domkapitels. 
Am 22. Januar 1506 übergab er 150 Schweizergardisten, welche er nach Rom geführt hatte, Papst Julius II. Nach seinen Bemühungen um die Schweizergarde zog Hertenstein im April 1506 wieder in seine Heimat zurück. Da er immer noch Domherr von Konstanz war, begab er sich ein paar Jahre später dorthin, wo er auch verstarb. Er war ein typischer Vertreter eines zur geistlichen Laufbahn bestimmten Adeligen mit Hausmacht, die ihm zu einer entsprechenden Pfründenkumulation verhalf.